# Una festa esagerata
Una festa esagerata è un film del 2018 scritto diretto e interpretato da Vincenzo Salemme; nel cast sono presenti anche Massimiliano Gallo e Tosca D'Aquino. La pellicola è tratta dalla pièce teatrale scritta e diretta dallo stesso Vincenzo Salemme.

## Trama
Nella famiglia Parascandolo fervono i preparativi per la festa dei diciotto anni di Mirea, che coinvolgono il capofamiglia Gennaro e la moglie Teresa. Quest'ultima, affamata di popolarità e ambiziosa di ascesa sociale, vede la festa come un modo per emergere. Per questo, Teresa ha deciso di fare le cose in grande e non ha badato a spese, dal catering agli arredi. Ha persino scritturato un cameriere indiano relegando in cucina la vecchia domestica non ritenuta abbastanza esotica per una festa così importante. Gennaro, pur di accontentare le donne della sua vita e supportato da Lello, l'invadente aiutante del portiere, asseconda ogni loro capriccio e spendere una fortuna per la festa, nonostante lui stesso la ritenga "esagerata".
Finalmente arriva il grande giorno. Tutto è pronto, ma il vicino del piano di sotto improvvisamente muore e mette a rischio la festa.

## Distribuzione
Il film è uscito nelle sale cinematografiche il 22 marzo 2018. È stato trasmesso in prima visione TV su Canale 5 il 14 maggio 2020.

## Accoglienza
Il film ha incassato 2 milioni di euro in tre settimane di programmazione, di cui 848.000 euro nel primo fine settimana.